# Лафаж (коммуна)
Лафа́ж (фр. Lafage) — коммуна во Франции, находится в регионе Лангедок — Руссильон. Департамент коммуны — Од. Входит в состав кантона Бельпеш. Округ коммуны — Каркасон.
Код INSEE коммуны — 11184.

## Население
Население коммуны на 2008 год составляло 94 человека.
| 1962 | 1968 | 1975 | 1982 | 1990 | 1999 | 2008 |
| ---- | ---- | ---- | ---- | ---- | ---- | ---- |
| 73   | 112  | 95   | 103  | 65   | 98   | 94   |

## Экономика
В 2007 году среди 54 человек в трудоспособном возрасте (15—64 лет) 29 были экономически активными, 25 — неактивными (показатель активности — 53,7 %, в 1999 году было 52,4 %). Из 29 активных работали 24 человека (14 мужчин и 10 женщин), безработных было 5 (2 мужчин и 3 женщины). Среди 25 неактивных 5 человек были учениками или студентами, 11 — пенсионерами, 9 были неактивными по другим причинам.

## Фотогалерея

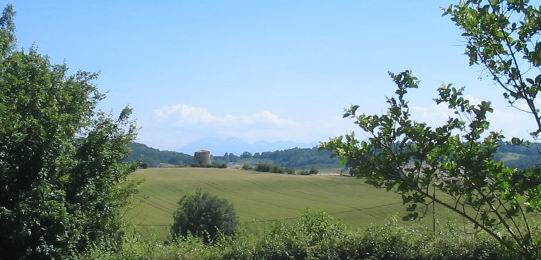
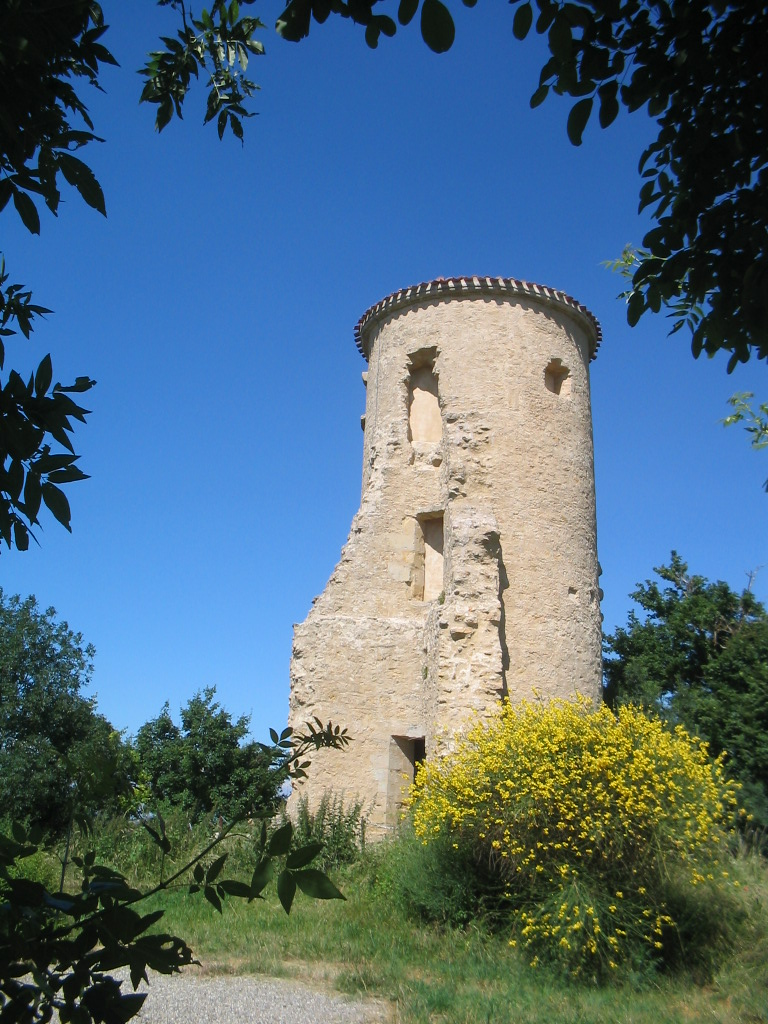
Башня
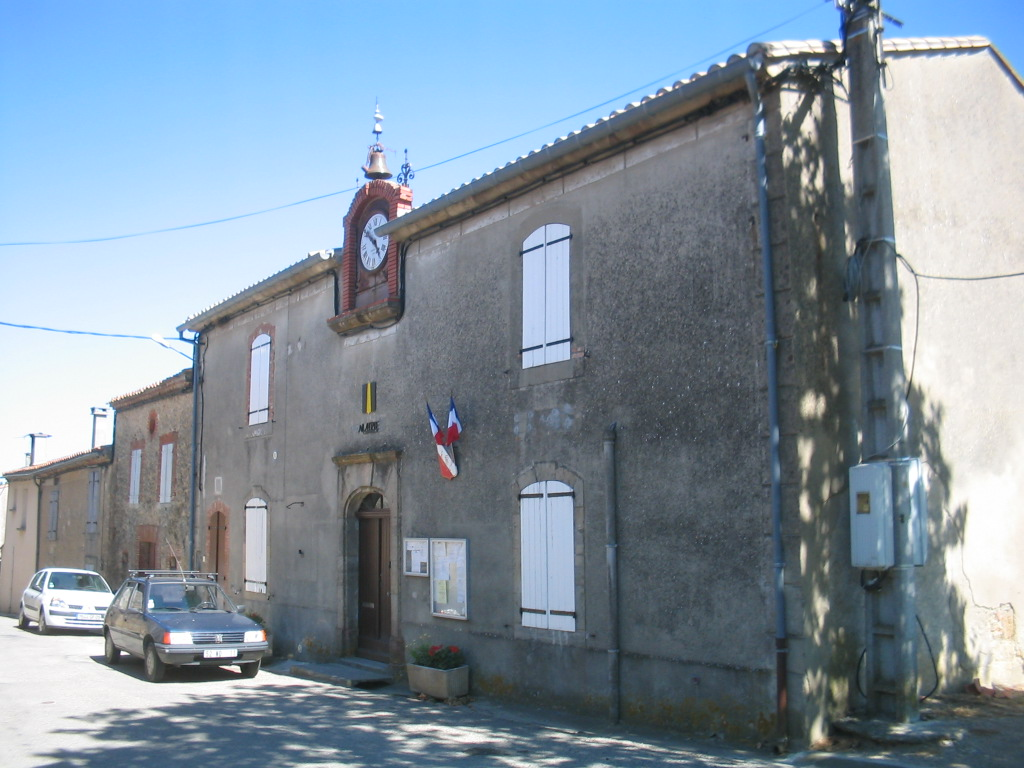
Мэрия
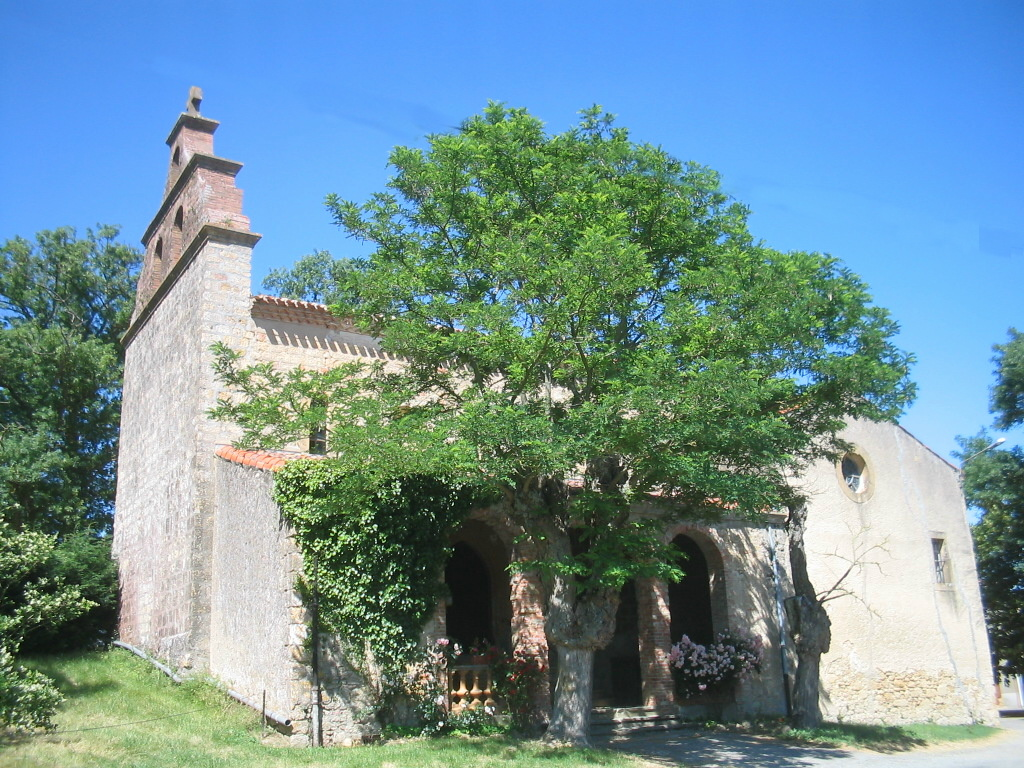
Церковь